# 豐原萬選居
24°15′57″N 120°44′15″E / 24.265712°N 120.737575°E
豐原萬選居，是位於臺灣臺中市豐原區翁社里的三合院，為岸裡社張家所建，列臺中市歷史建築。

## 建築

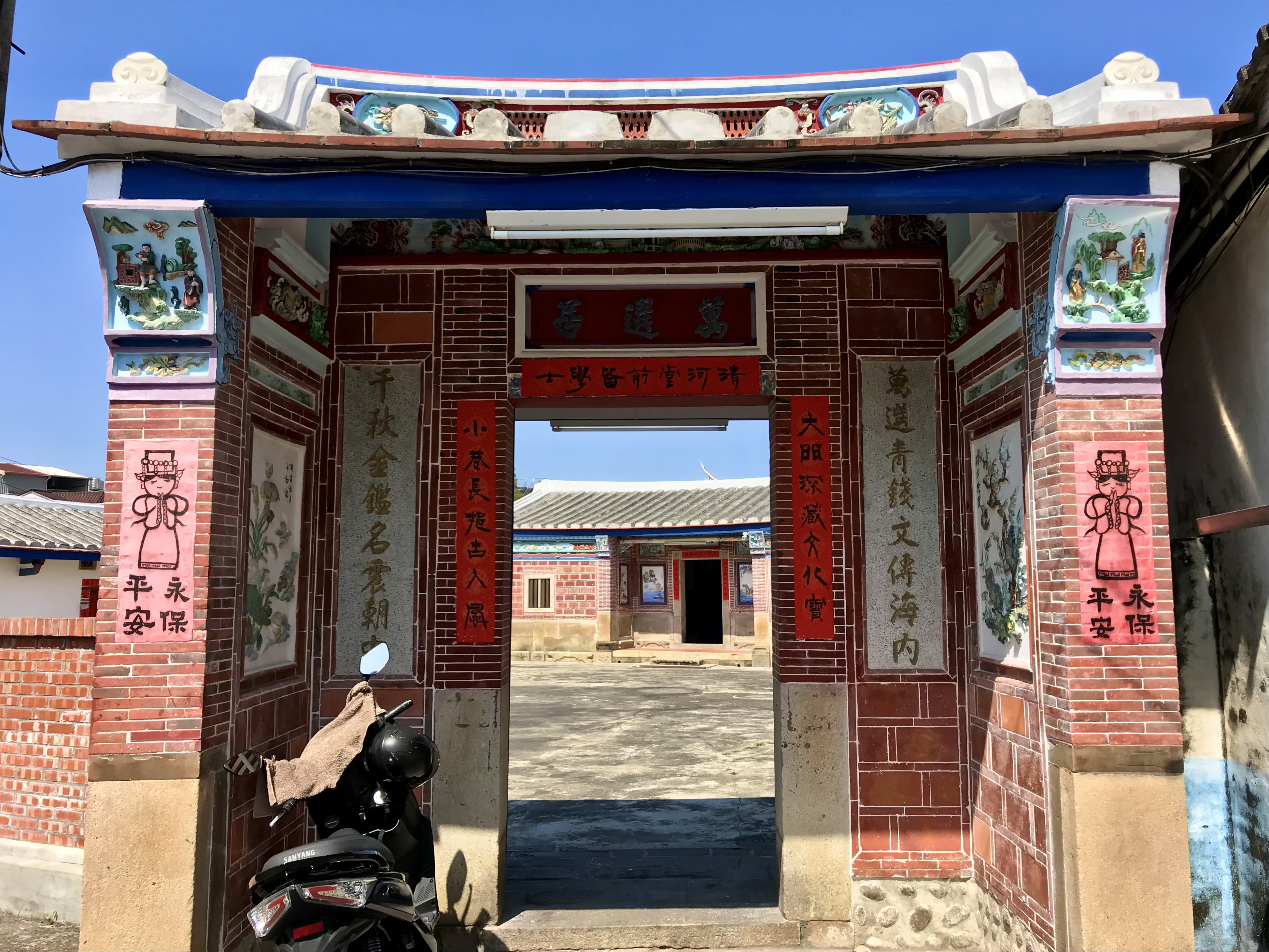
入口

萬選居由張達京後代張始習於同治十年（1871年）起造，但他卻於隔年逝世，由四名兒子承襲續建。在張存水、張存成、張存烈、張存庚四兄弟時，同治12年（1873年）落成。宅名取自張鷟典故「青錢萬選」，以對聯「萬選青錢文傳海內，千秋金鑑名震朝中」寓意對功名的期待。
萬選居包含門樓、內外院埕、半月池，而總面積達2400多坪。宅第建築主依照客家工法，再配合漳州、泉州及潮州工藝特色。如木構架風格屬於泉州式樣，如斗作未施作底線、步口繁複的抬樑式構架，及配合華麗的束、㰐材雕飾。第一進「詒穀堂」壁堵飾以交趾陶出自晉江一品堂蔡姓匠師。一落為正立面斗砌磚牆加唐山灰瓦，二落子孫廊木屏門扇面鑲貼田螺殼碎片配唐山灰瓦。
萬選居今址為豐年路149巷10弄16號，內部依然有住戶。台中縣文化局將此屋列為台中縣老建築廿景，2001年9月12日起在報上刊載圖文介紹。

## 維護

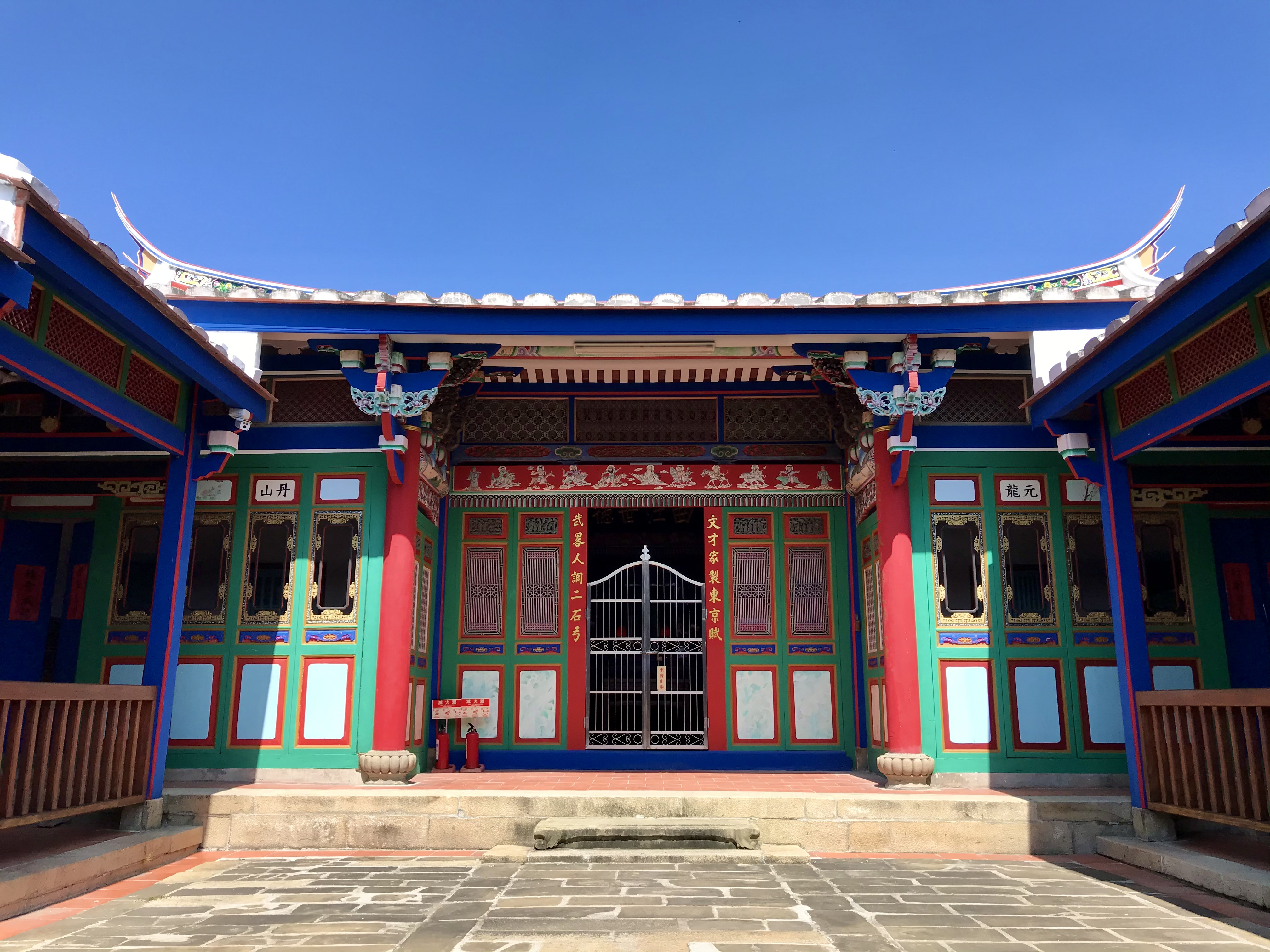
祖先廳

萬選居為豐原區翁社里保存最完整、規模最大的客家宅院。1998年2月27日，專家建議將萬選居、筱雲山莊、后里張天機宅、清水社口楊宅、清水黃家瀞園列為古蹟。2002年5月17日，行政院文建會和文化局、台中縣歷史建築審查委員實勘萬選居後，決定登錄歷史建築。2004年2月，萬選居登錄為歷史建築。
政府以新台幣3228萬元修復萬選居，2017年5月26日由市長林佳龍等主持開工，2020年3月23日完工。

## 外部連結
- 豐原萬選居的Facebook專頁